# Anolis pumilus
Anolis pumilus (кубинський колючковий аноліс) — вид ігуаноподібних ящірок родини анолісових (Dactyloidae). Ендемік Куби.

## Поширення і екологія
Кубинські колючкові аноліси мешкають в західних і центральних районах Куби, на острові Ісла-де-ла-Хувентуд та на островах Кайо-Лас-Брухас та Кайо-Санта-Марія в архіпелазі Сабана-Камагуей. Вони живуть в прибережних і субприбережних мікрофільних лісах, в сухих чагарникових заростях, трапляються поблизу людських поселень. Живляться комахами і павуками, відкладають яйця.